# Kjell Ola Dahl

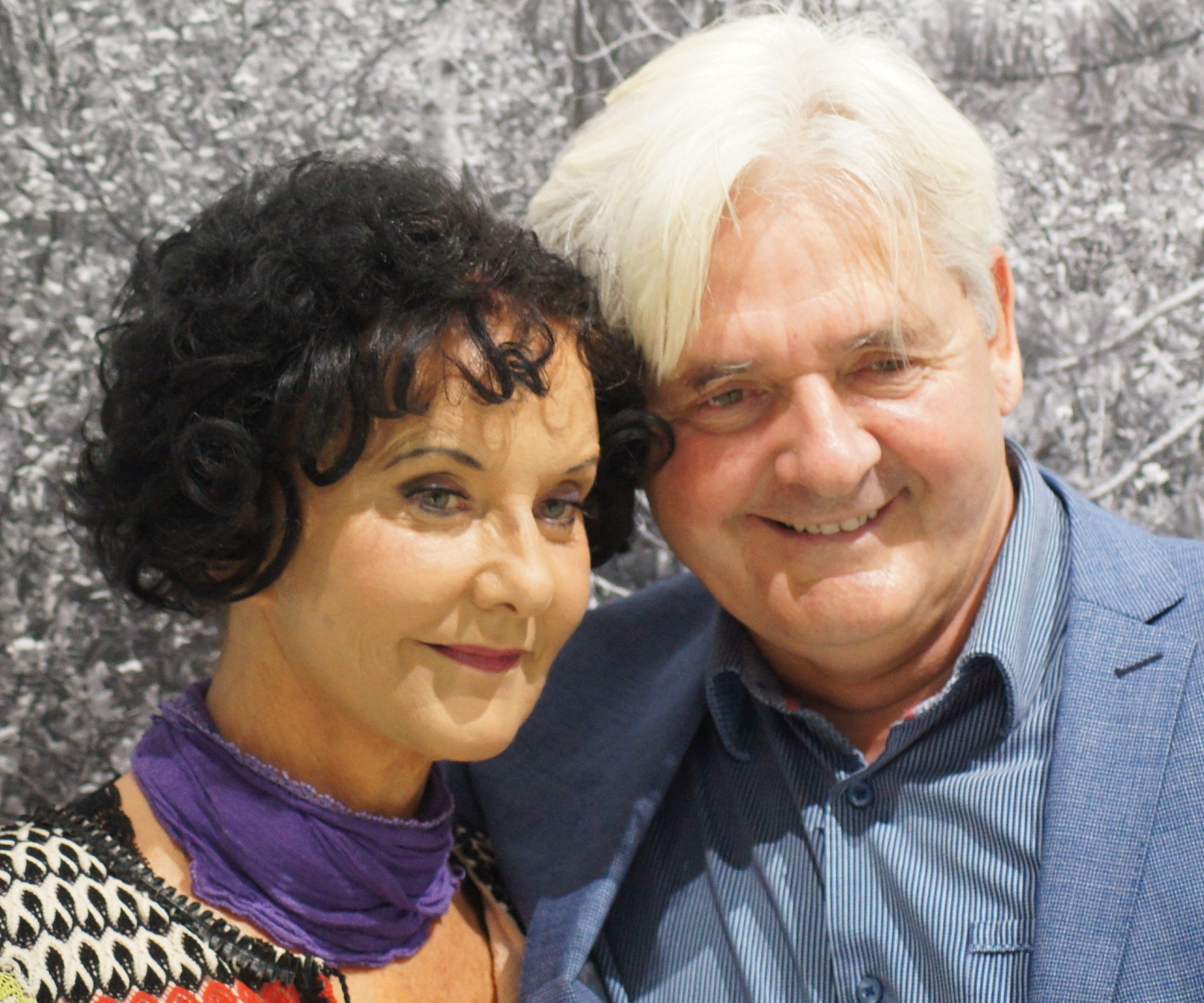
Kjell Ola Dahl mit Unni Lindell (2019)

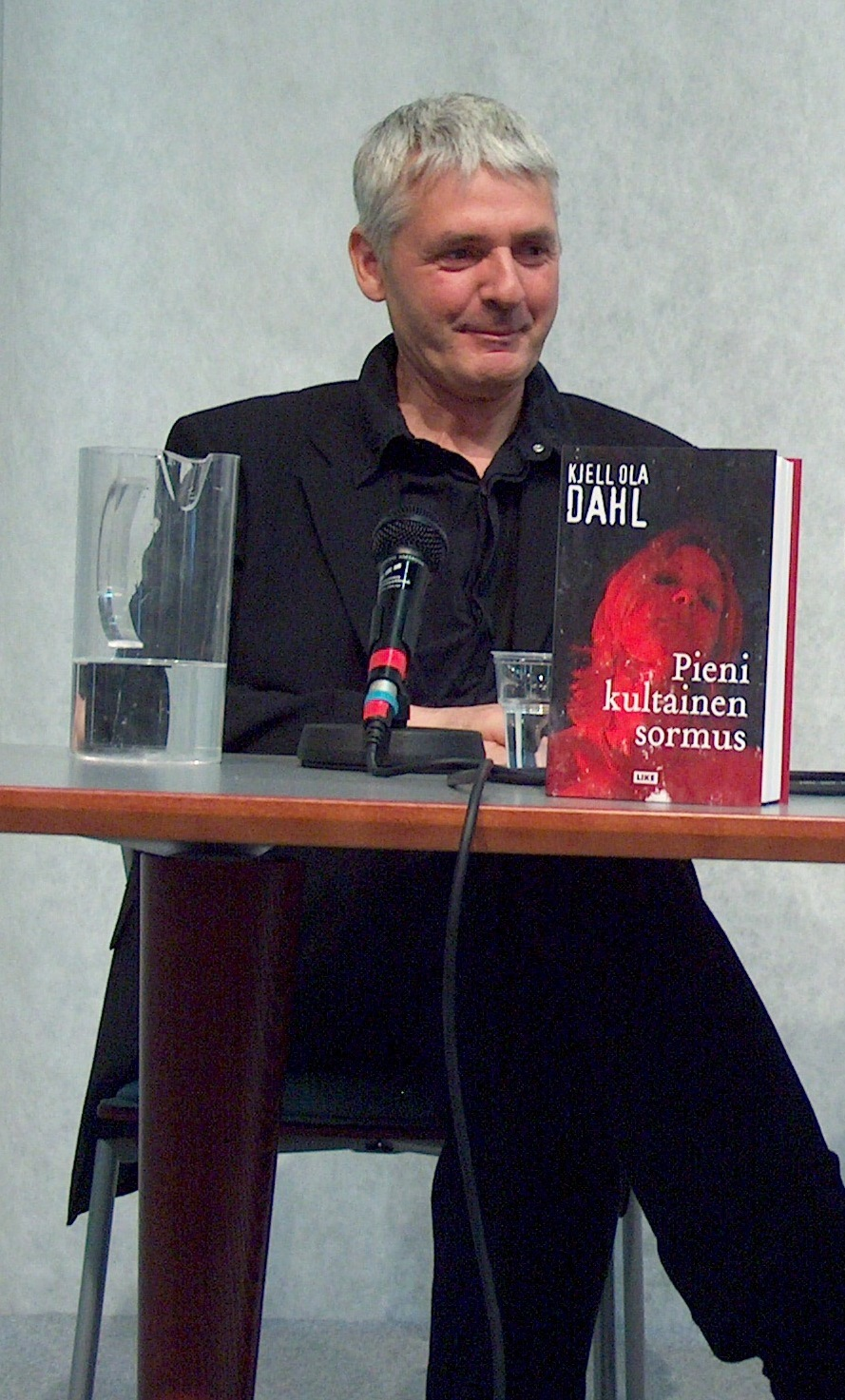
Kjell Ola Dahl auf der Buchmesse in Helsinki (2005)

Kjell Ola Dahl (* 4. Februar 1958 in Gjøvik) ist ein norwegischer Schriftsteller. Dahl verfasst hauptsächlich Kriminalliteratur.
Dahl ist zweimaliger Preisträger des norwegischen Riverton-Preises. Im Jahr 2000 wurde Dahl für sein Buch En liten gyllen ring (dt. Sommernachtstod) ausgezeichnet und 2015 für den Kriminalroman Kureren, für den er 2015 auch einen Brageprisen erhielt.
Zur deutschen Übersetzung von Isbaderen, Die Kommissarin und der Tote vom Fjord, wurde eine Playlist veröffentlicht: 115 Songs, die die Romanfiguren hören, als Einzeltitel oder Alben, addieren sich zu acht Stunden Hörzeit.
Kjell Ola Dahl war Lehrer und Sozialberater, aber hängte 2000 seinen Beruf an den Nagel, um sich ganz dem Schreiben widmen zu können. Er lebt mit seiner Familie in Leiring, auf dem Hof Torgunrud in Askim in der Nähe von Oslo.

## Veröffentlichungen
- 1993: Dødens investeringer (dt.: Tödliche Investitionen, Lübbe Verlag, 2006; ISBN 3404155475)
- 1994: Seksognitti
- 1996: Miniatyren
- 1998: Siste skygge av tvil (dt.: Ein letzter Schatten von Zweifel; Lübbe, 2008; ISBN 3404149033)
- 2000: En liten gyllen ring (dt.: Sommernachtstod; Lübbe, 2004; ISBN 3404151879)
- 2001: Mannen i vinduet (dt.: Schaufenstermord, Lübbe Verlag, 2009; ISBN 3404153243)
- 2002: Gjensynsgleder - love stories
- 2003: Lille tambur (dt.: Lügenmeer; Ehrenwirth, 2004; ISBN 3404154266)
- 2004: Venezia – forfatterens guide
- 2005: Den fjerde raneren (dt.: Knochengrab, Lübbe Verlag; 2008; ISBN 3404158407)
- 2006: Lindeman & Sachs (dt.: Schwarzes Gold, BLT, 2008; ISBN 3404923030)
- 2007: Svart engel (dt.: Blutfeinde, Ehrenwirth, 2009; ISBN 3431037747)
- 2008: Lindemans Tivoli
- 2010: Kvinnen i plast (dt.: Rein wie der Tod, Bastei Lübbe; 2011; ISBN 3404160703)
- 2011: Isbaderen (dt.: Die Kommissarin und der Tote im Fjord, Bastei Lübbe; 2013; ISBN 978-3404168156)
- 2015: Kureren (dt.: "Die Frau aus Oslo", Bastei Lübbe; 2019; ISBN 978-3431041187)